# 大和絵つくし
『大和絵つくし』（やまとえづくし）は、菱川師宣による絵本で、『伊勢物語』や『源氏物語』などから古代中世の故事・伝説・説話を題材に絵解きした全20図が描かれている。

## 概要
巻末の刊語に「大和絵師菱川吉兵衛尉」とあり、師宣の絵の鑑賞を目的に刊行されたものである。初刻本は延宝8年（1680年）5月に版元鱗形屋三左衛門より刊行され、その後天和3、4年（1683年-1684年）頃に再刻版が出されている。この時期多数の再刻版が出されていることは火災等によって鱗形屋の版木が焼失した可能性を示唆しており、時期的にみて天和2年（1682年）12月28日の「天和の大火」の発生時期と符合する。さらに貞享3年（1686年）9月には別刻本も京都の版元服部久兵衛より刊行された。

## 評価
菱川師宣の風俗絵本の様式確立を示す記念碑的作品との評価がある。

## 作品一覧
以下は国立国会図書館所蔵の初刻本、筆彩は後補である。
| No.        | 絵本   | 画題                                           | 詞書 | 註解 |
| ---------- | ------ | ---------------------------------------------- | --- | --- |
| 序文       |        |                                                | 大和絵つくし 菱川氏書かれたるやまと絵といへるは唐朝傳来の絵の筆をもうかゝはす、おのれとたくみてそれぞれにしほらしく書かれたり。これを見るに大宮人のすける品有、世をのかれたる法師などの絵あり諸しよく家業をはげむ所もありさまざまとり集めたるもしほ草遠見のみねに山谷の詩の心を書、あきのゝに陶淵明をおもひ出られてこまかに気をつけられたる絵なれは座興をもよほさんためにとて序す。 津の国それすいたの住 闇斗 | |
| 1          | （欠） | 謡曲『草子洗小町』                             | | |
| 2          |        | 謡曲『通小町』                                 | ▲こゝにおのゝよしさねといふ人のそくぢよにおのゝ小町といひし人ならびなきびぢよにてましましけるその正四位のせうしやうといひし人小町に心をかけてさま〱ふミ玉つさをかよはし給へとも一変の返事をしたまはすせう将おかひにたへかね小町の住給ふ北山のほりなのといふ所へ百よかよひたまハゝなびくへしとあしかハせう将よろこびよな〱九十九よかよひしかりをまたでむなしく成たまふそのをんねんゆへ小町はきやう女となり給ふとなり | 小野小町に懸想した深草少将がそのもとに通い詰め、百夜通いまであと一夜で成就されるという時に命を絶った。                                   |
| 3          |        | 謡曲『小督』、平家物語巻六「小督」             | ▲こゝにこごうのまへと申ハならびなきびしんなりことの上手にてましませは月見花見のゆうこんにもことをほせ御てうあひなされとひゆへなやませ給ひけれハくきやうせんきまし〱てこかうのまへをおいかしなひ申せハいたわしやこかうのまへハめのとを引りさがのゝほとりにいほりをむすひ折しも八月十五や月くまなくさへれはみなミおもてにうちむかいヿとをれてそゐたりけるみかといよ〱こひにたへ御のしつよくなやませ給へハこかうのすミ給ふいほりへもハちよくしたつ                                                                                           | |
| 4          |        | 謡曲『横笛』、平家物語巻十「横笛」             | ▲さるほとにたき口はすミのこりにミをやつしくふくハらをしのび出させ給ひつゝさがのほとりミほうゐんの馬につき給ふうれすむべに所とてしばのいほりをむすびつゝおくなひすましてゐ給ふがいたハしやふるさとにましますよこふゑ太つまのゆくゑをたつねんとてワすれがたミの市わかをめの事しのふにいたかせ給ひてかかさにてかほかくしすみなれ給ひしふらめらをなみだと共に出給ひかくさるをさしていそがるしたき口はかねうちしならゑかしてほハしますよこふゑはりののミゑとおほしかしてぞ聞給ふ                                                               | 出家して滝口入道となった夫の斎藤時頼を嵯峨野の庵に訪ねてきた妻の横笛。                                                                   |
| 5          |        | 『伊勢物語』八段                               | ▲なりひらのちしなこんはあづまへくたり給ふときみちすがらめいしよきうせきのこりなくうちなかめしなのぢさしてくたり給ふあさま山のふもしを返り給ひ見給へはみねにはけむりの立のほるをうちなかめてよめる しなのなりあさまのたけにたつけふりおちこち人の五ミやはとがめん | |
| 6          |        | 『源氏物語』明石の巻                           | ▲げんしもの語あかしのまきはあかしの入道がむすめむめかたちゆふにやさしかりければみかどてうあひなされつゝかの入道がもとへぞしのび〱に御かよひありてひよくれんりの御ちきりあさからずとぞきらへける玉たいの御ミのうへにてかよわせ給ふ事よにたらひなふとそと入得もよろこひ給ふとなり 『萩の戸やあかしくらさせ玉すたれ』 | 明石上を帝が寵愛してしばしばその許に通った。                                                                                             |
| 7          |        | 『伊勢物語』六段「芥川」                       | ▲まばらなるこやのこちしおし入しくじやうとたちのきたりてつれてかへり給ふおりにしあわやといへばかミなりさわきぎてければゑきりさりけりあしずりをしくなけどもさゝにかいなしけのとにいかふうらミてよめる しら玉かなにぞと人のとひしとき露とこらへてきへなましものを | |
| 8          |        | 『伊勢物語』六段「芥川」                       | ▲ありときみとに御くわいの有しときなりひらさんたいし給ひけるかそのミろみかど御てうあひのたかこのきさたに心をかよはしよにまされおいとりけれともばんの若もしらざりすりみかとあやしうおほしめしかたなこなたとたつねさせ給へはたちやすらひかくれ居る事もならさりけれはしのび〱にあくた川のほとりまておいゆきけるとなり こひこりおちばひろふやあくた川 | |
| 9          |        | 絵巻『高野大師行状図絵』文殊菩薩と弘法大師     | ▲もんしゆぼさつとこうほう大師とほよもんんおハりてもじゆの給ひけるハしよけんはむやくふしきをミせよと有しときかミもなくふてすミもなくししくはしる雲にむかひてあびらうんけんとゆびをふるあらしに其ハはやけれともほんしハちつともみだれずあさ〱とこそみゝにけるこうほう御らんじてしゆせもさらばとうしもなふそとこひ給ふさらバかくくのたまひくなかるゝ水のおもてに予といふ文字をかき給へハさしもに給はやけれともにわに露のかたちとをて水のとへにそうりミける                                                                                   | |
| 10         |        | 『平家物語』巻十「戒文」                       | ▲たいらのしけのらといの二郎におほせけるハひとろ頼うしひじりのおハしますこの聖のけうけをうけたまわらんゆるし給へとおほせけれハといの次郎申けるはそれはいか成人やらんと申けれバくろ谷のほらねん上人也とおほせけるほうねん上人の御事ならのなにるくるしかるましとやかてくろ谷よりはせきたらせかひしげひらに御んたいめありて一余十念の四をいたし給へハらいかしうてせんしやしめうかうしさいほうとししてもつはらけうけし給ひたがいに御いとまこひありけるとなり                                                                                   | |
| 11         |        | 絵巻『親鸞上人絵伝』箱根権現のもてなし         | ▲しんらん上人くわんとうよりミやこへのほり給ひしかさかミのくにかうすといふ所につかせかし色尺はかりの名ぢしんのこくゆるきすれバしんらん上人としてくるしミかよよとおほしめしゆびにくくいきミやうじん十方むげくハうによらいとあそばし給へはたちまちんじあらわれけるこゝにく七日御ほうだんありてはこねの山をとをり給ひしかはこねのこんけんハろくしゆんあまりのんにこうとげじつゝたりきいにやうのねんふつをハ御さづかりある上人をさまくもてなしけすかとくにうせなふなり                                                                         | |
| 12         |        | 『徒然草』第四十五段「榎木の僧正」             | ▲むかしさる寺の僧正つねにあらきやくふたしにしふとくたゝましき僧なしりがその坊のかたハらに大きなるゑの木ありそのゑの木によそへてゑのきのそうじやうけぞ申けるそれをきいていミやうあしししよせんゑの木のあれハミそとおかひくそのゑの木をねよりきらせられけるかそれよりしてみな人なづけてきりくいの僧正とそ申けるがとかく此木のねのあれはこそくおりひくかさねて其ねをハらせうれすれはそのあとほりにかてよらたまりけれはほりいけ僧正とそ申ける                                                                                                 | |
| 13         |        | 絵巻『日蓮上人註画賛』鎌倉の雨乞い             | ▲むかしかまくらにてヿことのる大日てりにてあし事さ四民うれをなけきけれはこれをすしめしおよはれ神社にいのりをかけあめをこいたまへとも一時雨のたよりもあらされはき僧かう僧におほせつけられけるそのときにれん上人段をかざり日天にむかひいのり給へは清天にわかにかきくもりかミなりさわきて大あめしきりにふりすれば雨中の人々もありかたきしたひとてかんせぬものハなかりすり | |
| 14         |        | 絵巻『日蓮上人註画賛』石和川の鵜飼             | かいのくにいさわ川にてうをつかいせつしやうしてよをわたるとしよりありとのうろん上人あわのきよすミよりかいのくにへとをり給ひしが此川にてせつしやうするを御こんじてことのほかにるしめ給へとも仏法をもきゝいれずひたとせつしやうする此川かせつしやうさんせいの所なれハついにとしへかれくふししつけにしくしながけるそのゆられいあらつれ出て日れん上人にあひたてしりてざいしやうをさんけしてめうほうれんけきやうのくりきによつくついに成仏をとげたり                                                                                            | |
| 15         |        | 「兼好法師」庵居して書見の体                   | ▲よしたのかねよしといふ人はのちほうしになりてけんかしとなづくよをのかれくれくをつくり給ふり〱なるまゝに日くらし硯にむかひよのうつりゆく事をそこはかとなくかきつゞれれはあやしきそものくるをしけといでや此よにうまれてハねかハしかるべき事こそおほかんめれさかづきをもちてはさけのまん事をおもひしやミせんをもちてハ哥うたハん事をおもふ露らハかりそめにもふこをとりてものを書んるをおしかふへ | 兼好法師が寝転がりながら足を組んで読書しており、酒を飲み歌をうたうことを願う、享楽的な兼好の姿が描かれている。                           |
| 16         |        | 『平家物語』巻六「祇園の女御」                 | ▲みかどきをん女后にかよはせ給ふたいらのたゞもり御ともしてミゆきならせ給ふ所に女后すでに御くわいたいし給へは大きによろこびし給ひて女后をくたされける御平さんありてとりあげみれは玉のやうなるわが君なりこの御子よな〱よなきし給へはかさねてみかときこしめされてかたによなきすとたゞもりたてよ後の世にきよくさかふる人となしるへ | |
| 17         |        | 絵巻『あやめのまへ』御伽草子                   | ▲ニゝにひやうごの守よりまさハみかどよりのちよくをうけしゝんこんりよなくくろ具おちあしてはとら尾ハかちなわまなこは日月のごとくにひかりかゝやくけたものを兵をつかひいおとし給へはらうとうに給ゝのはやたといふものとつてさへこしのかたなにくつきよめけりみかとなのめにおほしめしこのたびのほうひとてあやめのまへといひしきさきをよりまさに給ハりけるよりまさなのめによろこびひよくれんりの御ちきりあさからずと也 | 紫宸殿の鵺退治をした源頼政に、帝が褒美として后のあやめの前を贈る。                                                                       |
| 18         |        | 絵巻『前九年合戦絵巻』安倍貞任、筑紫へ流される | ▲かくてみどの御まへにて五条の大じんむめの花をもち給ひうれいからみるとありければあつまのにて帰花とも見りとも大らや人はいかゝよるらんゑいしけりんとみどゑいらまりくて心やさしきむねびたしなり此たのほなうびんちがとしていのちをたすくるなりよやこのうちにはかなふましにくしへながしおけとのせんじなりかしこまつて候とてつくしへこそなけれのちにばつくし大名にまつらとうとそ申此けるさてよし家には今度のけしやうにて下のん大しやうくを下されけるときのめんほくよのすへまるにかてうくおハしける此人々のいせいのほど申はかりはなかりやけるとか | 囚われの身となった安倍貞任は、詠じた梅の花の歌に免じて助命の上九州へ流された。                                                           |
| 19         |        | 謡曲『千手横笛』、平家物語巻十「千手前」       | ▲たいらのしけひしかまくらまて下かうありけれともよりともいたハしくおほしめしてかのゝすけむねもちにおほせてせんじゆのまへとぞ申んせしかこのせじゆのまへとをつかつしけれともほうねん上へのすゝめによりかいもんをたもら給へバまことのなまけはなけれともせんじゆハ心さしふかゝりけげれはしひらきられ給ひし後あまになりてしなのゝくにせんくらしにおミないすまして居給ふとなり | |
| 20         |        | 謡曲『熊野』、平家物語巻十「海道下」           | ▲とを〱みのくにいけだのしゆくのこやうじやのむすめゆやと申せしハ平のむねもりにミやづかへしけるふるさとのはゝのかたよりとハらいとてたび〱ふミをのほせられけれともむねよりゆるされすしてついにくだり給ふるなしはゝなげかしくおもひて此たびはあさかほといふ女にふミをつかハしけれはむねもりきこしめしわけられ今日花見のともつかまつれそのうへにていとまをとらせんとてきよ水へミゆき有てのちいとま給ハりけるとなり | 平宗盛に寵愛された熊野が母の看病のための暇乞いをするも力づけようとする宗盛にかえって許されず、清水の花見に随行した後にようやく許された。 |
| 奥書・刊記 |        |                                                | 此大和繪本つくし房州菱川吉兵衞尉筆跡也。心のまゝにさまざまとりあつめられたる。もとめてそれに所々ことはりを首書して嬰児の御なくさみにもと今板行者也。 大和絵師 菱川吉兵衛尉 「延宝八〈庚申〉年五月上旬 板本所 大傳馬三丁目 鱗形屋三左衛門 | |